# Артас (Південна Дакота)
Артас (англ. Artas) — місто (англ. town) в США, в окрузі Кемпбелл штату Південна Дакота. Населення — 7 осіб (2020).

## Географія
Артас розташований за координатами 45°53′14″ пн. ш. 99°48′24″ зх. д. / 45.88722° пн. ш. 99.80667° зх. д. (45.887226, -99.806799).  За даними Бюро перепису населення США в 2010 році місто мало площу 0,27 км², уся площа — суходіл.

## Демографія
Згідно з переписом 2010 року, у місті мешкало 9 осіб у 6 домогосподарствах у складі 2 родин. Густота населення становила 33 особи/км².  Було 17 помешкань (63/км²).
Расовий склад населення:
| - 100,0 % — білих |

До двох чи більше рас належало 0,0 %. Частка іспаномовних становила 0,0 % від усіх жителів.
За віковим діапазоном населення розподілялося таким чином: 0,0 % — особи молодші 18 років, 44,4 % — особи у віці 18—64 років, 55,6 % — особи у віці 65 років та старші. Медіана віку мешканця становила 68,3 року. На 100 осіб жіночої статі у місті припадало 80,0 чоловіків;  на 100 жінок у віці від 18 років та старших — 80,0 чоловіків також старших 18 років.
Цивільне працевлаштоване населення становило 3 особи. Основні галузі зайнятості: будівництво — 66,7 %, освіта, охорона здоров'я та соціальна допомога — 33,3 %.